# 39849 Giampieri
39849 Giampieri è un asteroide della fascia principale. Scoperto nel 1998, presenta un'orbita caratterizzata da un semiasse maggiore pari a 2,3124138 UA e da un'eccentricità di 0,0843544, inclinata di 6,34231° rispetto all'eclittica.